# 真じろう
真じろう（しんじろう）は日本の漫画家。男性。作品に『タブー・タトゥー』がある。

## 来歴
元々マンガ家志望ではなく、大学では生物学を専攻していて研究者志望だったが、中学時代から絵を描くのは趣味だった。大学4年のときにマッグガーデンの編集者に声をかけられ、新人賞向けに作品を投稿する。その作品が『コミックブレイド』（マッグガーデン）の編集長に気に入られデビュー。
中学の時に掲示板で初めて使ったハンドルネーム「しんじろう」をそのまま絵描きとしてのベンネームに流用。その後、漫画家デビューに伴い自分へのご褒美として格上げし、「真じろう」になる 。

## 作風
B級映画を好み、タブー・タトゥー執筆時にはその要素や内臓が飛び出るような表現を作中に持ち込んだり「（原稿が）終わらねえ」などの作者の内情・近況をギャグや作中に小ネタとして用いたりあとがきに書くことがあった。
ミリタリーやサイエンスフィクションなどのジャンルを得意とする。カバー裏に四コマ漫画を描いたり、おまけページに短編を描くことが多い。また、自身と自作のキャラを（おまけページなどで）絡ませることも多い。

## 作品リスト

### 漫画
- ゾディアックゲーム（2007年 - 2009年、『月刊コミックブレイド』、全4巻）
- タブー・タトゥー（2010年 - 2017年、『月刊コミックアライブ』、全13巻[2]）
- Fate/Zero（2011年 - 2017年、『ヤングエース』、全14巻）
- 終末のノスフェラトゥ（2018年 - 、『ヤングエース』、既刊4巻）
- 仮面ライダーアマゾンズ外伝 蛍火（2018年 - 2020年、『Dモーニング』、全5巻）
- 新約カニコウセン（原作：原田重光、2021年12号[3] - 2022年23号[4]、『ヤングアニマル』、既刊2巻（電子版全5巻[5]）） - 3巻以降は電子版のみ刊行[6]。
- 剣仙鏢局 ケンセンヒョウキョク（原作：深見真、2022年Vol.01[7] - 2023年Vol.06[8]、『月刊ビッグガンガン』、全3巻）
- 捕虜英雄 〜捨て駒にされた剣奴は敵国で成り上がる〜（原作：海空りく、2025年7号[9] - 、『ヤングアニマル』）

### ゲーム
- Fate/Grand Order（2015年 - 2018年、一部キャラクターデザイン、概念礼装イラスト作画）

### アニメ
- 劇場版 Fate/stay night [Heaven's Feel] III.spring song（2020年、「十二の試練」イラスト作画）